# 布哥斯圍城戰
布哥斯圍城戰（法語：Siège de Burgos）是半島戰爭中發生在1812年9月19日至10月21日於西班牙布哥斯的一場圍城戰，由威靈頓公爵指揮的英葡聯軍試圖從迪布雷東將軍指揮的法國駐軍中奪下這座要塞。法軍在戰鬥中擊退英軍的每次進攻，迫使威靈頓撤退。
英葡聯軍在1812年7月的薩拉曼卡戰役擊敗馬爾蒙元帥後，成功攻下馬德里，西班牙國王約瑟夫·波拿巴與儒爾當元帥撤退至瓦倫西亞，蘇爾特元帥此時也率軍至瓦倫西亞與其會合。蘇爾特與儒爾當結合的部隊很快成為聯軍的嚴重威脅，同時貝特朗·克洛澤爾也迅速收攏在薩拉曼卡戰役撤退的法軍，從北向英軍進攻。威靈頓此時留下4.3萬人保衛馬德里，率領3萬多人前去進攻法軍的補給基地布哥斯。
在法軍指揮官迪布雷東出色的防守反擊中，英軍無法攻下城市。10月21日，威靈頓因約瑟夫·蘇昂將軍的法軍部隊到來選擇放棄圍困並撤退。10月25日至29日撤退中的威靈頓與蘇昂在托德西利亞斯戰役中發生數次交戰，最終只得下令繼續撤退。同時駐紮在馬德里的反法聯軍也開始撤退，於11月8日與威靈頓會師，法軍的追擊一直持續至11月19日聯軍進入羅德里戈城。威靈頓在這場慘重的失敗中放棄了大部分攻下的西班牙城鎮，超過5,000名聯軍士兵在撤退中失蹤。

## 註腳
1. 1 2 3 4 5 6 7 8  Bodart 1908，第441頁.
2. ↑  McNab 2005，第194頁.